# 苏尔古特大桥
苏尔古特大桥位于俄罗斯联邦秋明州苏尔古特市，该桥横跨鄂毕河，为独塔双索面斜拉桥，西伯利亚地区最长的该类型钢结构斜拉桥。 苏尔古特大桥全长2,110 米（6,920 英尺），主跨408米（1,339英尺），是世界上主跨最长的独塔双索面斜拉桥，2000年9月通车，是担负该市交通的一条主要桥梁，同时也是秋明至萨列哈尔德公路上的重要桥梁。

## 外部連結
- Сургутский мост （页面存档备份，存于） （俄文）